# Старі Суллі
Старі Суллі́ (рос. Старые Сулли, башк. Иҫке Сүлле) — село у складі Єрмекеєвського району Башкортостану, Росія. Адміністративний центр Старосуллинської сільської ради.
Населення — 342 особи (2010; 378 в 2002).
Національний склад:
- мордва — 81 %